# جورج فيشلر
جورج فيشلر (بالألمانية: Georg Fischler)‏ هو متسابق على الجليد بمزلاجة نمساوي، ولد في 3 يوليو 1985 في Hall in Tirol ‏ في النمسا.

## وصلات خارجية
- الموقع الرسمي
- جورج فيشلر على موقع FIL (الإنجليزية)
- جورج فيشلر على موقع اللجنة الأولمبية الدولية (الإنجليزية)
- جورج فيشلر على موقع أوليمبيديا (الإنجليزية)